# Марк Папий Мутил
Марк Папий Мутил (лат. Marcus Papius Mutilus) — политический деятель эпохи ранней Римской империи.
Его предком, возможно, был предводитель самнитов во время Союзнической войны 91—88 годов до н. э. Гай Папий Мутил. В 9 году Марк занимал должность консула-суффекта вместе с Квинтом Поппеем Секундом. В их консульство был принят закон Папия-Поппея, направленный на укрепление брака и ужесточавший штрафы за безбрачие. Фактически автором этого закона был Октавиан Август. При этом сам Мутил никогда не был женат. В 16 году он вместе с несколькими другими сенаторами добился, чтобы 13 сентября, когда обвиненный в заговоре против императора Тиберия Марк Скрибоний Либон Друз покончил жизнь самоубийством, считался праздничным днём.